# Норвежский духовой квинтет
Норвежский духовой квинтет (норв. Den Norske Blåsekvintett) — духовой квинтет из  норвежской столицы Осло.
Основанный в 1955 году музыкантами филармонического оркестра Осло, квинтет стал первым подобным ансамблем в Норвегии. Важное место в репертуаре ансамбля занимает музыка современных норвежских композиторов: в том числе Клауса Эгге, Рагнара Даниельсена, Сигурда Янсена, Фартейна Валена, Эгиля Ховланна. Некоторые их произведения были специально написаны для этого коллектива. Ансамбль гастролировал в скандинавских странах, Германии, Франции, Англии, Польше и Канаде. В 1977 году Норвежский духовой квинтет удостоился музыкальной премии Ассоциации норвежских критиков. В 1981 квинтет получил награду Норвежского общества композиторов в номинации «Исполнитель года».

## Состав
- Флейта: Эрнульф Гульбрансен (1955—1972), Пер Эйен[норв.]
- Гобой: Том Клаусен[норв.] (1955—1962), Эрик Ниур Ларсен[норв.] (1963—1983), Ховар Норанг
- Кларнет: Рикард Хьельструп[норв.] (1955—1972), Эрик Андерсен (1972—1988), Лейф Арне Педерсен[норв.], Харальд Бергерсен[норв.]
- Валторна: Ивар Братли (1955—1962), Одд Уллеберг[нюнорск]
- Фагот: Турлейв Недберг (1955—1982), Пер Ханнисдаль